# A un dios desconocido
A un dios desconocido es una película española de 1977 dirigida por Jaime Chávarri y Elías Querejeta.

## Sinopsis
La película narra la historia de José, un homosexual ya cincuentón, que trabaja de mago en una sala de fiestas, y sus relaciones personales. Toda la historia tiene como telón de fondo sus vivencias en la Granada del inicio de la guerra civil española, la relación con los hermanos Pedro y Soledad, y el asesinato del poeta Federico García Lorca y del padre de José que era el jardinero del poeta.
Tras muchos años, José volverá a Granada y se reencontrará con Soledad.

## Reparto
- Héctor Alterio- José
- Xabier Elorriaga - Miguel
- María Rosa Salgado - Adela
- Rosa Valenty - Clara
- Ángela Molina- Soledad
- Margarita Mas - Soledad mayor
- Mercedes Sampietro- Mercedes
- José Joaquín Boza - Pedro

## Premios
33.ª edición de las Medallas del Círculo de Escritores Cinematográficos
| Categoría               | Candidato             | Resultado |
| ----------------------- | --------------------- | --------- |
| Mejor película          | A un dios desconocido | Ganadora  |
| Mejor actriz de reparto | María Rosa Salgado    | Ganadora  |
| Mejor actor de reparto  | Xabier Elorriaga      | Ganador   |

- Tres premios en el Festival Internacional de Cine de San Sebastián 1977: Mejor actor español y mejor actor a Héctor Alterio y premio OCIC.

- Premio a la mejor película en el Festival internacional de Cine de Chicago de 1978.

## Comentario
Película muy personal y significativa dentro del cine de Jaime Chávarri, es el segundo fruto de su colaboración con el productor donostiarra Elías Querejeta. La obra está presidida por una interpretación magnífica del actor argentino Héctor Alterio, que le valió un galardón en el Festival de Cine de San Sebastián.